# Can Madriguera (Taradell)
Can Madriguera és una obra neoclàssica de Taradell (Osona) protegida com a Bé Cultural d'Interès Local.

## Descripció
Edifici de planta rectangular situat en la cantonada entre la plaça d'en Gili i el carrer de la Vila. Es tracta d'un immoble de grans dimensions de planta baixa, dos pisos i una coberta a tres aigües de teula àrab. La façana que dona al carrer de la Vila té quatre eixos de composició vertical. En la planta baixa s'intercalen finestres i portes de majors dimensions -quatre obertures en total-, totes d'estructura rectangular i emmarcades en pedra.
Al primer pis hi ha una finestra amb un ampit motllurat i tres obertures que s'obren a balcons individuals, també motllurats i amb baranes de ferro forjat. Totes quatre tenen persianes de llibret i el mateix emmarcament en pedra. Al nivell superior hi ha quatre finestres de petites dimensions, amb un emmarcament de pedra i un ampit motllurat amb certa volada.
La façana que dona a la plaça, és a dir, aquella orientada al sud, té tres eixos de composició vertical, amb l'eix central diferenciat, tot destacant per una gran finestra d'arc escarser en la planta baixa, un balcó individual al primer pis i una galeria horitzontal de tres pòrtics d'arc de mig punt al segon nivell. La resta d'eixos verticals estan formats per finestres -més grans en la planta baixa i més petites al nivell superior-, amb emmarcament de pedra i ampit motllurat amb volada.
Adossat a la façana orientada al sud hi ha un cos d'un sol pis utilitzat com a garatge, amb una coberta plana que fa de terrassa, delimitada per una balustrada de pedra decorada amb motius geomètrics.
La coberta de l'immoble té una pronunciada volada, la qual és sostinguda per cabirons.
El conjunt destaca pel seu parament, ja que està decorat amb esgrafiats amb motius geomètrics al sòcol, entre les obertures i el coronament i a les cantonades, com si es tracés de cadenes cantoneres. Cal destacar, per acabar, un marc esgrafiat sobre un dels portals que dona al carrer de la Vila, on consta el nom “Can Madriguera”. Al costat, a més, hi ha un plafó on es pot llegir “EN AQUESTA CASA FEREN ESTADA ELS POETES CARLES RIBA I CLEMENTINA ARDERIU ELS ANYS 1937 I 1938. EL POBLE DE TARADELL HO RECORDA I ELS RET HOMENATGE”.